# أيلود سومطري
أيلود سومطري (الاسم العلمي:Elodea sumatrana) هو نوع غير مؤكد من النباتات يتبع جنس الأيلود من الفصيلة الحب المائية. سمي هذا النوع نسبةً إلى جزيرة سومطرة في إندونيسيا.